# Koewolucja genetyczno-kulturowa
Koewolucja genetyczno-kulturowa (ang. Dual inheritance theory, DIT) – hipoteza sformułowana przez Charlesa J. Lumsdena i Edwarda O. Wilsona, zgodnie z którą ewolucja biologiczna i kulturowa wzajemnie na siebie oddziałują i napędzają się. Sformułowanie tej hipotezy było jednocześnie odejściem od twardego stanowiska Wilsona, który zakładał wcześniej, tworząc program socjobiologii, że ta dyscyplina naukowa wraz z etologią będzie mogła zastąpić nauki humanistyczne. Ewolucja kulturowa jest lamarkowska (możliwe jest dziedziczenie cech nabytych) w odróżnieniu od ewolucji biologicznej, która jest darwinowska (cechy nabyte nie są dziedziczone). Pierwsza zachodzi szybciej niż druga, jednak dobór naturalny wyznacza granice ewolucji kulturowej.

## Smycz genetyczna
Przyjmuje się, że ewolucja kulturowa jest zależna od ewolucji biologicznej. Zależność ta określana jest także mianem smyczy. Oznacza to, że pozornie niezależnie od ewolucji biologicznej może postępować ewolucja kulturowa, jednakże ewolucja biologiczna trzyma kulturę na smyczy, przy czym smycz ta się „wydłuża”, kultura z czasem w mniejszym stopniu determinowana jest przez biologię. Przy szybszym tempie ewolucji kulturowej zależności kultury od uwarunkowań genetycznych stają się luźniejsze. Lumsden z Wilsonem, tworząc 1981 roku hipotezę koewolucji genetyczno-kulturowej, wprowadzili pojęcie kulturgenu, który jest odpowiednikiem zaproponowanej wcześniej przez Richarda Dawkinsa jednostki dziedziczenia kulturowego pod nazwą memu. W ujęciu memetycznym szybsze zachodzenie ewolucji kulturowej jest związane z tym, że w biologii zachodzi głównie pionowy transfer genów, natomiast w kulturze poziomy transfer memów.
W sporze między zwolennikami wpływu genów a zwolennikami wpływu wychowania na zachowanie człowieka ci pierwsi zakładają, że smycz genetyczna jest krótka, a kultury mają wspólne cechy podstawowe. Zwolennicy wpływu wychowania, odwrotnie, albo odrzucają koncepcję smyczy, albo twierdzą, że jest ona bardzo długa, a zróżnicowania między kulturami mogą być dowolne. Biolodzy podejmujący kwestię wpływu uwarunkowań genetycznych na zachowania nie odrzucają wpływów środowiskowych, biorą natomiast pod uwagę kwestię normy reakcji. Oznacza to, że w różnych środowiskach różnie może przejawiać się ekspresja genów i wykształcać mogą się odmienne cechy fenotypowe, w tym zachowania. Argumentem za względnie krótką smyczą są uniwersalia kulturowe, których listę w 1945 opublikował George Peter Murdock. Poszczególne geny (poza wyjątkami) nie wpływają wprost na zachowanie i kształtowanie kultury, ale mogą uruchamiać złożoną sekwencję procesów, na przykład tworzenie symboli węży, których jadowite gatunki stanowiły zagrożenie dla życia człowieka, a kulturowe wzmacnianie działań prowadzących do ich unikania mogło wpływać na zwiększanie sukcesu reprodukcyjnego.

## Koło ewolucji i reguły epigenetyczne
Wyznacznikami koewolucji genetyczno-kulturowej są, według Kevina N. Lalanda koło ewolucji i reguły epigenetyczne.
Koło ewolucji oznacza proces, w którym geny wyznaczają reguły epigenetyczne, reguły epigenetyczne określają sposób kształtowania się ludzkiego umysłu. Następnie jednostka (jej umysł) przyswaja kulturę (jej elementy), kultura zaś w trakcie życia jednostek podlega zmianom pod wpływem ich decyzji i innowacji. Jednostki, które mają reguły epigenetyczne pozwalające im na osiągnięcie większego sukcesu reprodukcyjnego, przyczyniają się do ich efektywniejszego rozprzestrzeniania się (replikowania) w populacji.